# ريد والاس
ريد والاس (بالإنجليزية: Red Wallace)‏ مواليد 12 يوليو 1918 في بنسيلفانيا - الوفاة 7 يوليو 1977، كان مدرب كرة سلة أمريكي ولاعب. بدأ مسيرته الاحترافية في سنة 1944. بلغ طوله 6 قدم 1 بوصة (1.9 م). اعتزل اللعب في 1953. لعب مع بوسطن سيلتكس في الدوري الأمريكي لكرة السلة للمحترفين.

## روابط خارجية
- ريد والاس على موقع إن بي أي (الإنجليزية)
- ريد والاس على موقع سبورتس رفرنس (الإنجليزية)
- ريد والاس على موقع ريلجم (الإنجليزية)
- ريد والاس على موقع بروبوليرز (الإنجليزية)